# Liste der Biografien/Ces
Liste der Biografien |
Portal Biografien |
Personensuche
# |
A |
B |
C |
D |
E |
F |
G |
H |
I |
J |
K |
L |
M |
N |
O |
P |
Q |
R |
S |
T |
U |
V |
W |
X |
Y |
Z |
?
 
Ca |
Cb |
Cc |
Ce |
Ch |
Ci |
Cj |
Ck |
Cl |
Cm |
Cn |
Co |
Cr |
Cs |
Ct |
Cu |
Cv |
Cw |
Cy |
Cz
 
Cea |
Ceb |
Cec |
Ced |
Cee |
Cef |
Ceg |
Ceh |
Cei |
Cej |
Cek |
Cel |
Cem |
Cen |
Ceo |
Cep |
Cer |
Ces |
Cet |
Ceu |
Cev |
Cey |
Cez
Die Liste der Biografien führt alle Personen auf, die in der deutschsprachigen Wikipedia einen Artikel haben. Dieses ist eine Teilliste mit 157 Einträgen von Personen, deren Namen mit den Buchstaben „Ces“ beginnt.

## Ces
- Cès, Andy (* 1982), französischer Volleyball- und Beachvolleyballspieler
- Cès, Kevin (* 1980), französischer Beachvolleyballspieler

### Cesa
- Cesa, Lorenzo (* 1951), italienischer Politiker, MdEP
- Césaire, Aimé (1913–2008), afrokaribisch-französischer Schriftsteller und Politiker, Mitglied der NationalversammlungAimé Césaire (1913–2008)

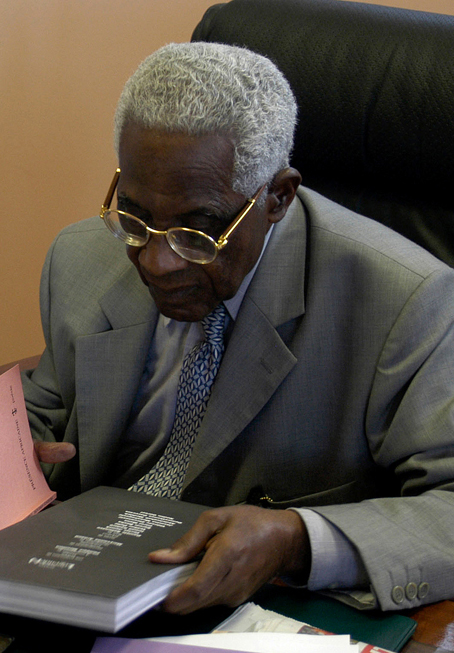
Aimé Césaire (1913–2008)

- Césaire, Suzanne (1915–1966), afro-karibische Autorin und Feministin aus Martinique
- Cesalpino, Andrea († 1603), italienischer Philosoph, Botaniker und Physiologe
- Cesana, Andreas (1951–2019), Schweizer Philosoph und Hochschullehrer
- Cesana, Giorgio (1892–1967), italienischer Ruderer
- Cesana, Giovanni Battista (1899–1991), italienischer Ordensgeistlicher und römisch-katholischer Bischof von Gulu
- Cesane, Noxolo (* 2000), südafrikanische Fußballspielerin
- César de Souza, Clederson (* 1979), brasilianischer Fußballspieler
- César Rocha Rosa, Paulo (* 1980), brasilianischer Fußballspieler
- César Veloso, Gustavo (* 1980), spanischer Radrennfahrer
- Cesar, Ana Cristina (1952–1983), brasilianische Dichterin und Übersetzerin
- Cesar, Annie (* 1997), deutsche Volleyball- und Beachvolleyballspielerin
- Cesar, Boštjan (* 1982), slowenischer Fußballspieler und -trainer
- César, Bruno (* 1988), brasilianischer Fußballspieler
- César, Caio (* 1995), brasilianischer Fußballspieler
- César, Chico (* 1964), brasilianischer Musiker, Sänger, Komponist und Schriftsteller
- César, Filipa (* 1975), portugiesische Künstlerin und Filmschaffende
- César, Igor (* 1968), ruandischer Diplomat
- César, José Ángel (* 1978), kubanischer Sprinter
- Cesar, Josef (1814–1876), österreichischer Bildhauer und Medailleur
- Cesar, Josef (1924–2011), deutscher Fußballspieler
- César, Júlio (* 1995), brasilianisch-portugiesischer Fußballspieler
- César, Júlio (* 1996), brasilianischer Fußballspieler
- César, Júnior (* 1982), brasilianischer Fußballspieler
- Cesar, Malea (* 2003), US-amerikanisch-philippinische Fußballspielerin
- César, María Concepción (1926–2018), argentinische Filmschauspielerin, Sängerin und Tänzerin
- Cesar, Ménothy (* 1983), haitianischer Schauspieler
- César, Pierre (1853–1912), Schweizer Theologe, Journalist und Schriftsteller
- César, Renato (* 1993), uruguayischer Fußballspieler
- César, Roberto (* 1985), brasilianischer Fußballspieler
- Cesar, Taciana, brasilianisch-guinea-bissauische Judoka
- Cesarani, David (1956–2015), britischer Historiker
- Cesarano, Daniele (* 1962), italienischer Drehbuchautor und Filmregisseur
- Cesarano, Federico (1886–1969), italienischer Fechter
- Cesare da Sesto (1477–1523), italienischer Maler und Schüler Leonardo da Vincis
- Cesare I. Gonzaga (1536–1575), Sohn des kaiserlichen Feldherrn Ferrante I. Gonzaga
- Cesare II. Gonzaga (1592–1632), Sohn des Herzogs Ferrante II. Gonzaga von Guastalla
- Cesare, Oscar (1883–1948), US-amerikanischer Karikaturist und Journalist schwedischer Herkunft
- Cesarec, August (1893–1941), kroatischer Schriftsteller, Übersetzer, Publizist und Politiker
- Cesarei Leoni, Francesco (1756–1830), italienischer Kardinal
- Cesáreo Romero, Elisabet (* 1999), spanische Handballspielerin
- Cesareo, Giovanni Alfredo (1860–1937), italienischer Schriftsteller, Romanist und Italianist
- Cesareo, Rocco (* 1955), italienischer Theater- und Filmregisseur
- Cesaretti, Daniele (* 1954), san-marinesischer Radrennfahrer
- Cesari, Antonio (1760–1828), italienischer Sprachwissenschaftler, Schriftsteller und Literaturtheoretiker
- Cesari, Bruno (1933–2004), italienischer Artdirector und Szenenbildner
- Cesari, Giuseppe (1568–1640), italienischer MalerGiuseppe Cesari (1568–1640)

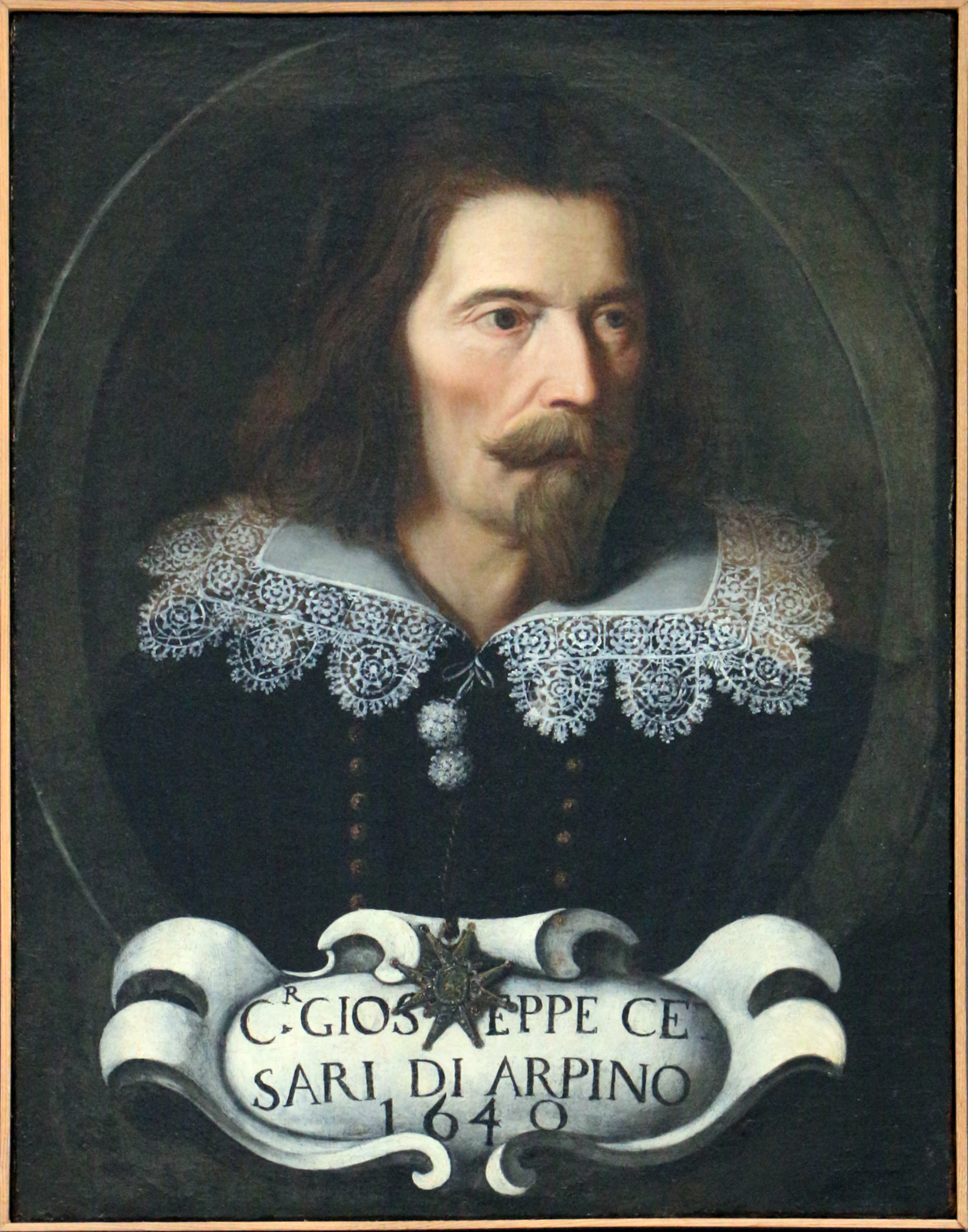
Giuseppe Cesari (1568–1640)

- Cesari, Jocelyne (* 1962), französische Islamwissenschaftlerin
- Cesari, Lamberto (1910–1990), italienischer Mathematiker
- Cesari, Teobaldo (1804–1879), Generalabt der Zisterzienser
- Cesari, Velleda (1920–2003), italienische Florettfechterin
- Cesariano, Cesare († 1543), italienischer Maler und Architekt
- Cesarić, Dobriša (1902–1980), kroatischer Dichter
- Cesarini, Alessandro († 1542), italienischer Bischof und Kardinal
- Cesarini, Alessandro (1592–1644), Bischof und Kardinal
- Cesarini, Carlo Francesco (* 1666), italienischer Violinist und Komponist des Barock
- Cesarini, Federica (* 1996), italienische Ruderin
- Cesarini, Franco (* 1961), Schweizer Komponist und Dirigent
- Cesarini, Giuliano (1572–1613), italienischer Adliger, erster Herzog von Civitanova Marche
- Cesarini, Giuliano der Ältere (1398–1444), Kardinal, Bischof und Kardinallegat in UngarnGiuliano Cesarini der Ältere (1398–1444)

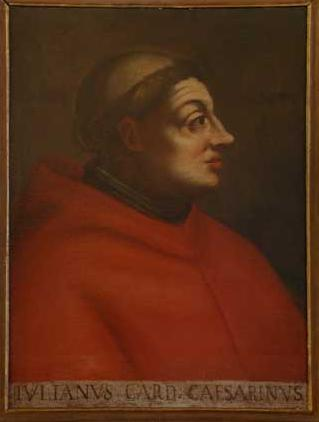
Giuliano Cesarini der Ältere (1398–1444)

- Cesarini, Giuliano der Jüngere (1466–1510), italienischer Kardinal
- Cesarini, Nino (1889–1943), italienisches Modell
- Cesarini, Renato (1906–1969), argentinisch-italienischer Fußballspieler und Fußballtrainer
- Cesarini, Virginio (1595–1624), italienischer Adliger, Dichter und Freund von Galileo Galilei
- Cesarini, Vittoria (1932–2023), italienische Sprinterin
- Cesariny, Mário (1923–2006), portugiesischer Maler und Lyriker
- Cesario, Juliet (* 1967), US-amerikanische Synchronsprecherin und Schauspielerin
- Cesarion, Kim (* 1991), schwedischer R&B-Popsänger
- Cesaris, Johannes, französischer Komponist und Kleriker des späten Mittelalters
- Cesàro, Ernesto (1859–1906), italienischer Mathematiker
- Cesàro, Giuseppe Raimondo Pio (1849–1939), belgischer Geologe und Mineraloge
- Cesaro, Ingo (* 1941), deutscher Schriftsteller
- Cesaro, Roberto (* 1986), italienischer Straßenradrennfahrer
- Cesaroni, Emy (* 1952), italienische Sängerin
- Cesarotti, Melchiorre (1730–1808), italienischer Dichter, Übersetzer und Gelehrter
- Cesarsky, Catherine (* 1943), französische Astrophysikerin
- Cesati, Alessandro, italienischer Gemmenschneider

### Cesb
- Cesbron, Auguste (1887–1962), französischer römisch-katholischer Geistlicher und Bischof
- Cesbron, Gilbert (1913–1979), französischer Schriftsteller

### Cesc
- Ceschi a Santa Croce, Johann Baptist (1827–1905), Großmeister des Malteserordens
- Ceschiatti, Alfredo (1918–1989), brasilianischer Bildhauer, Designer und Hochschullehrer
- Ceschina, Gaetano (1879–1960), italienischer Unternehmer
- Cesco, Carlos Ulrrico (1910–1987), argentinischer Astronom
- Cesco, Mario R., argentinischer Astronom
- Cescotti, Roderich (1919–2015), deutscher Militär, Generalmajor der Luftwaffe der Bundeswehr
- Cescutti, Marjan (* 1937), italienischer Kulturfunktionär (Südtirol)

### Cese
- Česen, Aleksandra (* 1987), slowenische Fußballschiedsrichterin
- Česen, Tomo (* 1959), jugoslawischer bzw. slowenischer Bergsteiger
- Cesena, Marcello (* 1956), italienischer Schauspieler und Filmregisseur
- Ceseri, Ugo (1893–1940), italienischer Schauspieler

### Cesi
- Cesi, Bartolomeo (1556–1629), italienischer Maler der Bologneser Schule
- Cesi, Bartolomeo (1567–1621), italienischer Geistlicher, Bischof und Kardinal der Römischen Kirche
- Cesi, Beniamino (1845–1907), italienischer Pianist und Komponist
- Cesi, Carlo (1622–1686), italienischer Maler und Kupferstecher
- Cesi, Federico (1500–1565), italienischer Geistlicher, Bischof und Kardinal der Römischen Kirche
- Cesi, Federico (1585–1630), italienischer Naturforscher, Gründer der Accademia dei Lincei
- Cesi, Pierdonato († 1586), italienischer Kardinal der Römischen Kirche
- Cesi, Pierdonato († 1656), italienischer Kardinal
- Ćesić, Ljubomir (* 1958), kroatischer General und PolitikerLjubomir Ćesić (* 1958)

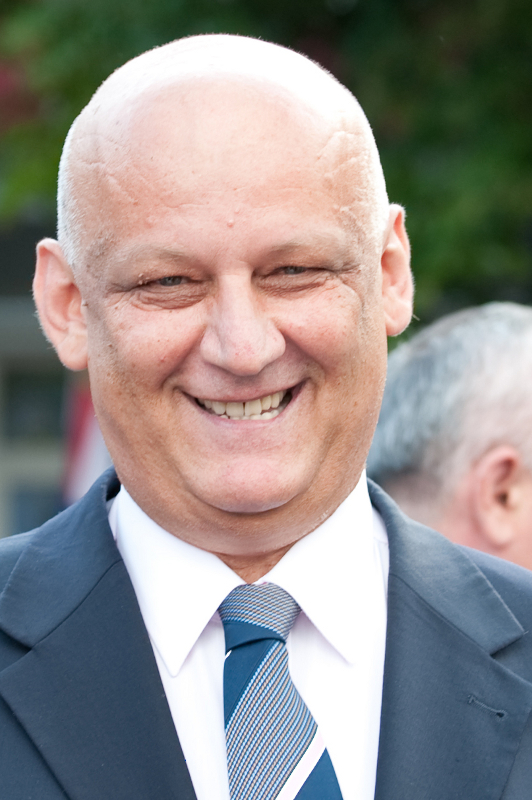
Ljubomir Ćesić (* 1958)

- Césinha (* 1980), brasilianischer Fußballspieler
- Cesiulis, Nerijus (* 1981), litauischer Politiker
- Česiūnas, Vladislovas (1940–2023), sowjetischer Sprint-Kanute

### Cesk
- Ceska, Franz (* 1936), österreichischer Diplomat
- Češko, Sandi (* 1961), slowenischer Unternehmer und Politiker
- Češková, Andrea (* 1971), tschechische Politikerin (Občanská demokratická strana (ODS)), MdEP

### Cesl
- Ceslaus von Breslau († 1242), Dominikaner, Missionar und Heiliger sowie der Schutzpatron von Breslau

### Cesm
- Cesmeci, David (* 1978), deutscher Schauspieler
- Çeşmioğlu, Ece (* 1990), türkische Schauspielerin

### Cesn
- Čėsna, Petras (* 1945), litauischer Manager und Politiker
- Čėsna, Šarūnas (* 1982), litauischer Politiker, Bürgermeister der Rajongemeinde Kaišiadorys
- Česnauskis, Deividas (* 1981), litauischer Fußballspieler
- Česnauskis, Edgaras (* 1984), litauischer Fußballspieler
- Česneková, Irena (* 1972), tschechische Biathletin
- Cesnola-Maler, euböischer Vasenmaler
- Česnulevičius, Virginijus (1956–2008), litauischer Politiker

### Cesp
- Céspedes y García Menocal, Carlos Manuel de (1936–2014), kubanischer Geistlicher, römisch-katholischer Theologe und Schriftsteller
- Céspedes y García Menocal, Manuel Hilario de (1944–2025), kubanischer Geistlicher, römisch-katholischer Bischof von Matanzas
- Céspedes y Quesada, Carlos Manuel de (1871–1939), kubanischer Politiker, Diplomat, Schriftsteller, Kämpfer im Unabhängigkeitskrieg und Präsident von Kuba
- Céspedes, Alba de (1911–1997), italienische Schriftstellerin und JournalistinAlba de Céspedes (1911–1997)

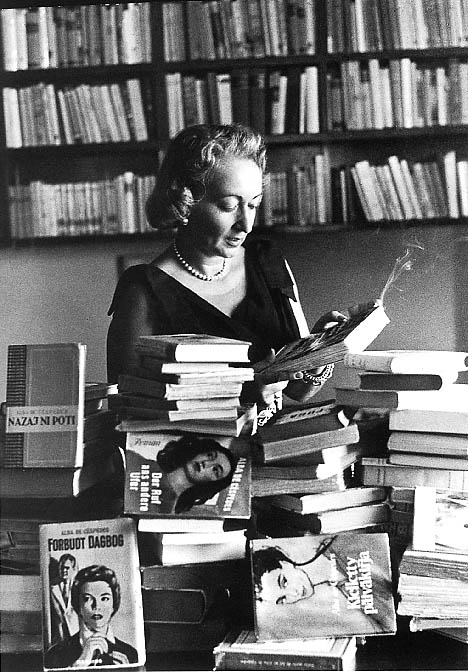
Alba de Céspedes (1911–1997)

- Céspedes, Augusto (1904–1997), bolivianischer Schriftsteller und Politiker
- Céspedes, Boris (* 1995), Schweizer Fussballspieler
- Céspedes, Carlos Manuel de (1819–1874), kubanischer Freiheitskämpfer, Begründer der kubanischen Nation
- Céspedes, Casiano (* 1924), paraguayischer Fußballspieler
- Céspedes, Diego (* 1998), chilenischer Fußballspieler
- Céspedes, Francisco Javier de (1821–1903), kubanischer General im Unabhängigkeitskrieg
- Céspedes, Pablo de (1538–1608), spanischer Maler
- Céspedes, Sebastián (* 1992), chilenischer Fußballspieler
- Cespedes, Vincent (* 1973), französischer Philosoph, Komponist und Pianist
- Cespiva, David (* 1986), deutscher Eishockeyspieler

### Cess
- Cessa, Luis (* 1992), mexikanischer Baseballspieler
- Cessac, Catherine (* 1952), französische Musikhistorikerin und Musikherausgeberin
- Cessart, Louis-Alexandre de (1719–1806), Bauingenieur
- Cessi, Roberto (1885–1969), italienischer Historiker und Politiker
- Cessio, Sebastián (* 1978), uruguayischer Fußballspieler
- Cessna, Clyde (1879–1954), US-amerikanischer Geschäftsmann und Flugzeugkonstrukteur
- Cessna, John (1821–1893), US-amerikanischer Politiker
- Cessorinius Ammausius, römischer Soldat

### Cest
- Cestac, Florence (* 1949), französische Comiczeichnerin
- Cestari, Aurelio (* 1934), italienischer Radrennfahrer
- Cesti, Antonio (1623–1669), italienischer Opernkomponist, Hofkapellmeister in Innsbruck, Franziskaner
- Cesti, Remigio, italienischer Organist und Komponist
- Čestić, Sava-Arangel (* 2001), serbisch-deutscher Fußballspieler
- Cestiè, Renato (* 1963), italienischer Schauspieler
- Cestius Epulo, Gaius, römischer Politiker
- Cestius Gallus Cerrinius Iustus Lutatius Natalis, Lucius, römischer Statthalter
- Cestius Gallus, Gaius, römischer Senator
- Cestius Gallus, Gaius († 67), römischer Senator
- Cestius Pius, Lucius, römisch-griechischer Lehrer der Beredsamkeit und Übungsredner mit einer eigenen Rhetorikschule
- Cestius Sabinus, Gaius, römischer Centurio
- Cestius, Numerius, römischer Politiker der frühen Kaiserzeit
- Cestnik, Franz (1921–2011), deutscher Maler und Grafiker
- Cestonaro, Ottavia (* 1995), italienische Dreispringerin und Weitspringerin
- Cestonaro, Peter (* 1954), deutscher Fußballspieler

### Cesu
- Češulienė, Inga (* 1986), litauische Radrennfahrerin